# Flerkernet processor
En flerkerne-processor er et computerkomponent med to eller flere uafhængige processorenheder (kaldet "kerner"), som er enheden der læser og udfører programinstruktioner. Instruktionerne er almindelige CPU-instruktioner såsom add, move data, og instruktionsforgrening, men flere kerner gør at processoren kan udføre flere instruktioner på samme tid, hvilket øger udførselshastigheden af programmer, som er tilpasset parallelcomputere. Producenter integrerer typisk kernerne på den samme halvleder-mikrochip (også kendt som en chip-multiprocessor eller CMP) - eller flere halvleder-mikrochips i en enkelt mikrochip-indpakning og med samme clockfrekvens og instruktionssæt.